# Nombre de Mach
|  | «Mach» redirigeix aquí. Vegeu-ne altres significats a «Mach (desambiguació)». |

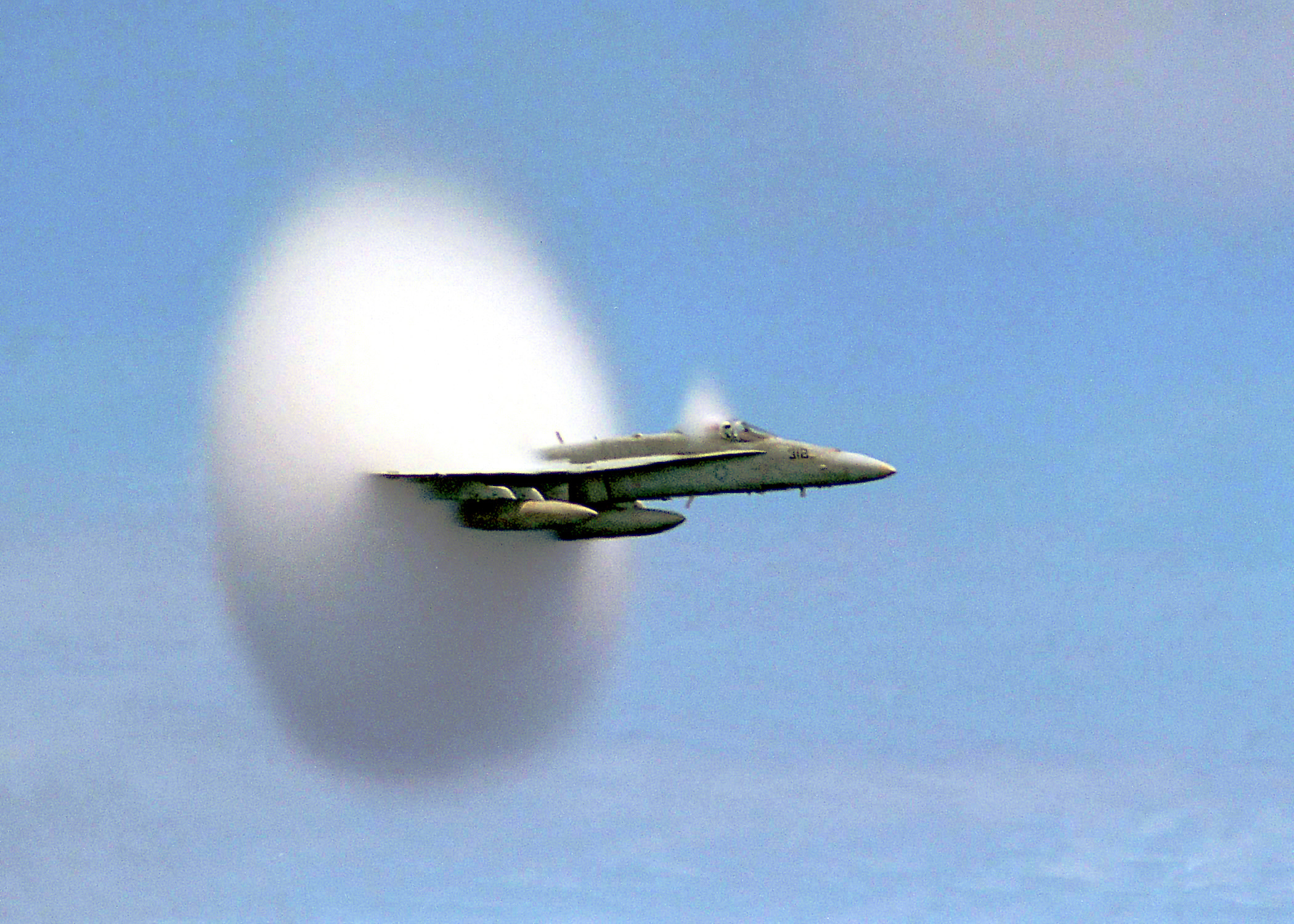
Un F/A-18 Hornet. El disc blanc que es forma és vapor d'aigua en condensació a conseqüència de l'ona de xoc. Aquest fenomen és conegut com a singularitat de Prandtl-Glauert

El nombre de Mach, o simplement Mach i simbolitzat {\displaystyle M\!a}, és el quocient entre la velocitat {\displaystyle v} d'un objecte en un medi determinat i la velocitat del so {\displaystyle c}en aquell mateix medi. Així, per a obtenir el nombre de Mach, només cal aplicar la fórmula:
{\displaystyle M\!a={\frac {v}{c}}}
o, cosa que és el mateix, nombre de Mach = velocitat de l'objecte / velocitat del so. El nombre resultant és adimensional, i tant pot expressar la velocitat del fluid com la velocitat d'un cos relativa al fluid. Rep aquest nom en honor del físic i filòsof austríac Ernst Mach (1838-1916). Mach estudià sobretot la física de fluids a velocitats superiors a les del so, i descobrí l'existència del con que porta el seu nom (con de Mach). Es tracta d'una ona de pressió de forma cònica que parteix dels cossos que es mouen a velocitats superiors a les del so.
El nombre de Mach s'usa comunament amb objectes movent-se a alta velocitat en un fluid, i en l'estudi de fluids discorrent ràpidament dins de toveres, difusors o túnels de vent. A una temperatura de 15 °C, {\displaystyle M\!a} = 1, o Mach 1, és igual a 340,3 m/s (1 225 km/h) a l'atmosfera. La velocitat corresponent al nombre de Mach no és una constant, depèn principalment de la temperatura i la composició de l'aire, i no gaire de la pressió. Així, a l'estratosfera, el nombre de Mach no varia notablement amb l'altura.

## Aeronàutica

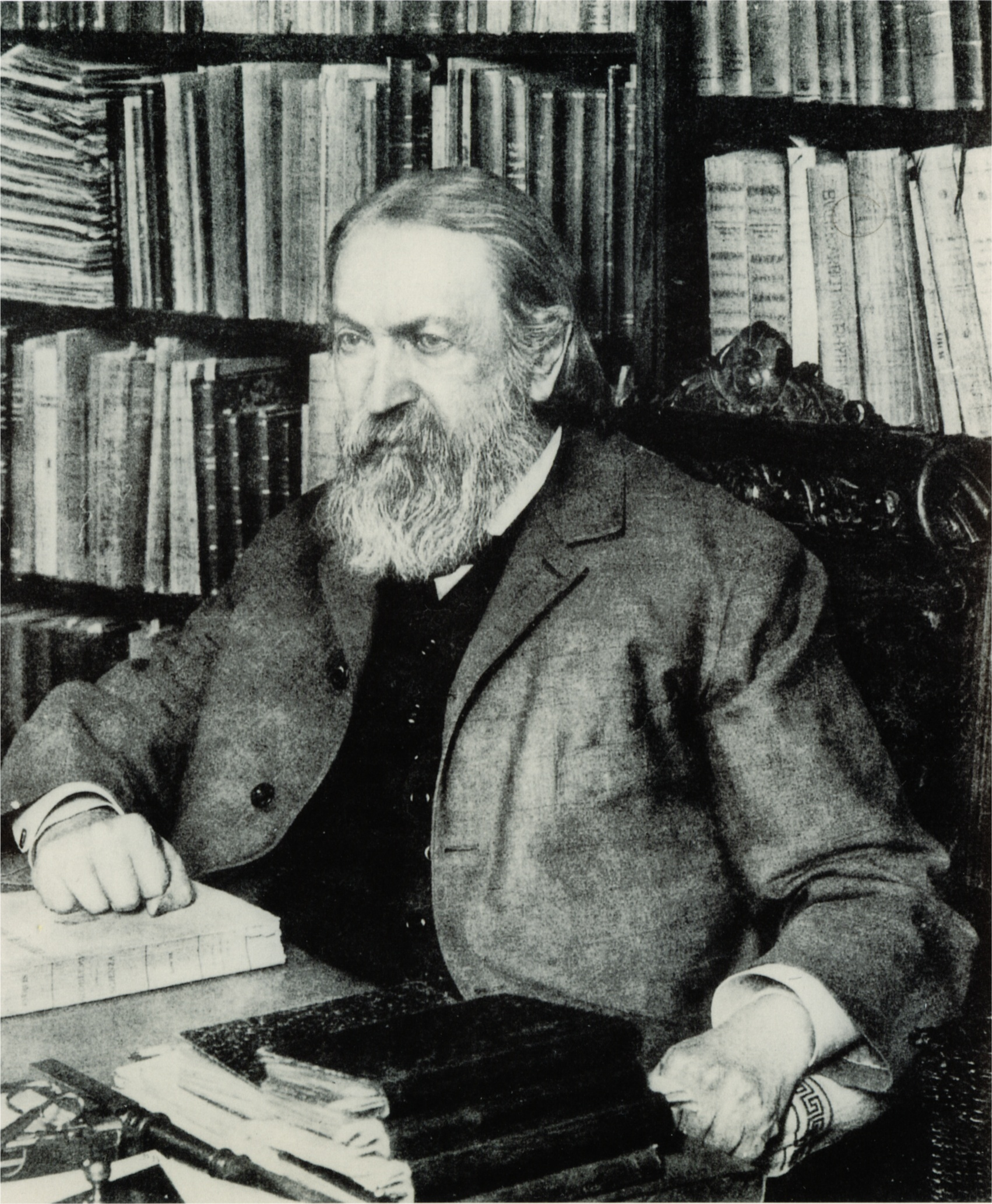
Ernst Mach el 1905.

El nombre de Mach és molt utilitzat en aeronàutica per a comparar el comportament dels fluids al voltant d'una aeronau en diferents condicions. Això és possible gràcies al fet que el comportament d'un fluid en l'entorn d'un objecte és molt similar si el seu nombre de Mach és el mateix. Per tant, una aeronau viatjant a Mach 1 experimentarà les mateixes ones de xoc, independentment que es trobi al nivell del mar (340,3 m/s) o a 11.000 metres d'altitud (295 m/s), fins i tot quan, en el segon cas, la seva velocitat és tan sols un 86 % de la del primer cas.
Quan un avió es mou dins l'aire, les molècules de nitrogen N2 i oxigen O2 de l'aire properes a l'avió es veuen alterades i es mouen al voltant de l'avió. Si l'avió vola a una velocitat baixa, normalment menys de 400 km/h, la densitat de l'aire es manté constant. Però per a velocitats més altes, part de l'energia de l'avió es destina a comprimir l'aire i canviar localment la densitat de l'aire. Aquest efecte de compressibilitat altera la força de fregament sobre l'avió. L'efecte es fa més important a mesura que augmenta la velocitat. Prop i més enllà de la velocitat del so, uns 340 m/s o 1 224 km/h, les petites pertorbacions en el flux es transmeten a altres llocs de manera isentròpica, o amb entropia constant. Però una pertorbació forta genera una ona de xoc que afecta tant la sustentació com l'arrossegament d'un avió.

En aeronàutica, el valor de la velocitat expressada en termes del nombre de Mach depèn òbviament de la velocitat del so en l'atmosfera, la qual varia en funció de factors com ara l'altura i la temperatura. La velocitat d'una nau es pot expressar segons el seu nombre de Mach: per exemple, Mach 1 és la velocitat del so (uns 340 m/s o 1 234 km/h), Mach 2 el doble de la velocitat del so (uns 680 m/s o 2 468 km/h) i Mach 0,5 la meitat. Els avions comercials solen volar a velocitats de creuer properes a Mach 0,75 (uns 918 km/h aproximadament), situant-les entre les velocitats subsòniques i transsòniques. Els únics avions de línies aèries comercials amb capacitat de volar a velocitats superiors a les del so, o velocitats supersòniques, foren l'Aérospatiale-BAC Concorde que podia volar a {\displaystyle M\!a} = 2,04, i el Tupolev Tu-144 que ho pia fer a {\displaystyle M\!a} = 2,15. El primer pilot a superar la velocitat del so (Mach 1) fou Charles Elwood "Chuck" Yeager (1923-2020), al comandament d'un Bell X-1, dissenyat específicament per a aquesta tasca, el 14 d'octubre del 1947.

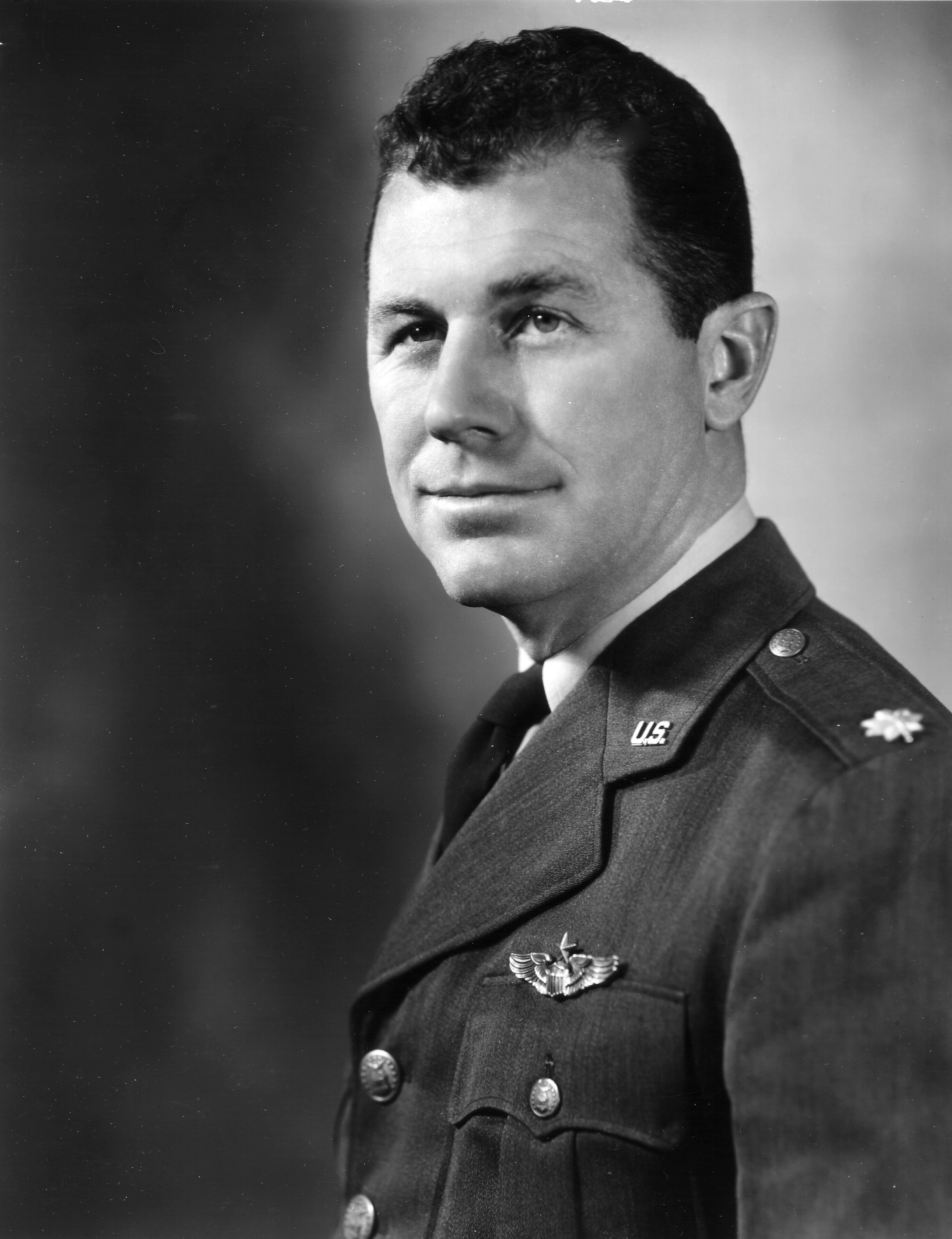
Charles Yeager, el primer humà que viatjà a la velocitat del so (1943).

La relació entre la velocitat de l'avió i la velocitat del so en el gas determina la magnitud de molts dels efectes de compressibilitat. El nombre de Mach ens permet definir règims de vol en els quals varien els efectes de compressibilitat.

### Flux subsònic
Les condicions subsòniques es donen per a nombres de Mach inferiors a un, {\displaystyle M\!a} < 1. Per a les condicions subsòniques més baixes, la compressibilitat es pot ignorar. Cal assenyalar que un nombre de Mach de corrent lliure {\displaystyle M\!a} < 1 no garanteix necessàriament un flux totalment subsònic sobre el cos. Quan el flux s’expandeix sobre una geometria aerodinàmica, la velocitat pot augmentar més enllà del valor de corrent lliure, i si {\displaystyle M\!a} és prou proper a 1, el nombre de Mach local pot esdevenir supersònic en certes regions del flux. Això dona lloc a una regla empírica segons la qual {\displaystyle M\!a} < 0,8 per assegurar un flux subsònic sobre cossos esvelts. Per a cossos arrodonits, el valor de {\displaystyle M\!a} ha de ser encara menor per garantir un flux completament subsònic. Cal remarcar que el flux incompressible és un cas límit del flux subsònic en què {\displaystyle M\!a} → 0.

### Flux transsònic

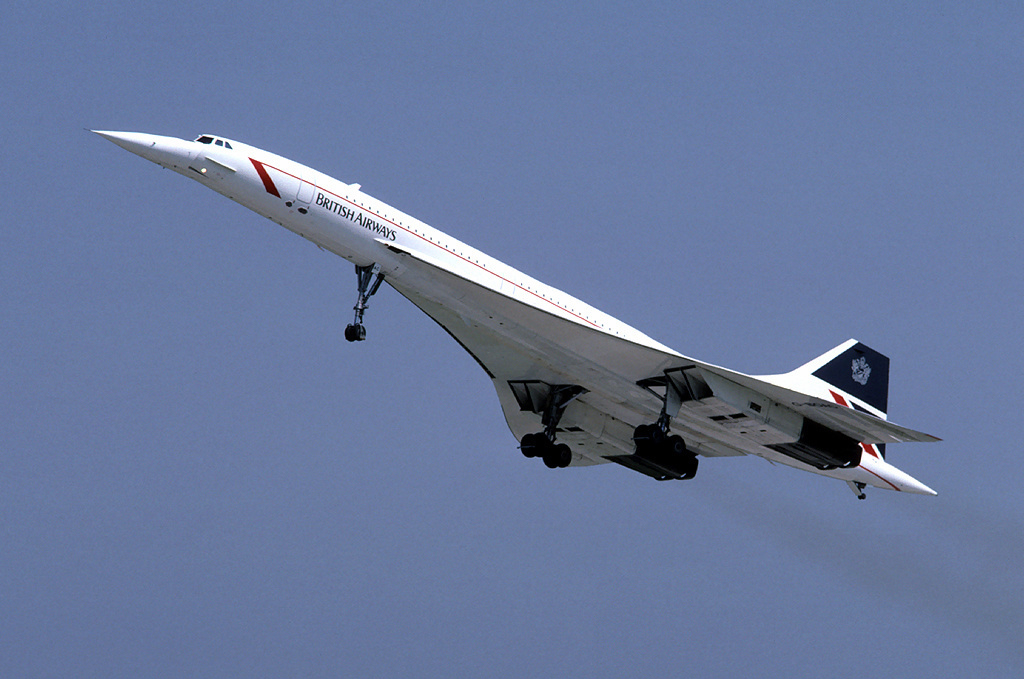
Concorde de British Airways, avió comercial que viatjava a > 1. Els Concorde estaren en servei entre 1976 i 2003.

Quan la velocitat de l'objecte s'acosta a la velocitat del so, el nombre de Mach de vol és gairebé igual a un, {\displaystyle M\!a} = 1, i es diu que el flux és transsònic. En alguns llocs de l'objecte, la velocitat local supera la velocitat del so. Els efectes de compressibilitat són més importants en els fluxos transsònics i porten a la creença primerenca en una barrera de so. Volar més ràpidament que el so es pensava que era impossible. De fet, la barrera del so només va ser un augment de l'arrossegament prop de les condicions sonores a causa dels efectes de compressibilitat. A causa de la gran resistència associada als efectes de compressibilitat, els avions no creuen prop de Mach 1. Com a regla empírica, en cossos esvelts, el flux transsònic es produeix per nombres de Mach de corrent lliure en l’interval 0,8 < {\displaystyle M\!a} <1,2.

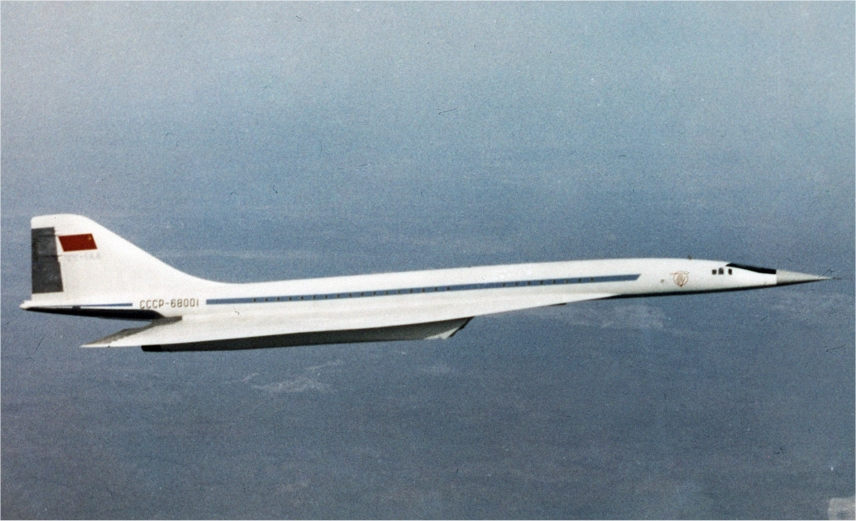
Tupolev Tu-144, avió de passatgers soviètic que viatjava a > 1. Està en servei entre 1975 i 1978.

### Flux supersònic
Es donen condicions supersòniques per a nombres de Mach superiors a un, 1 < {\displaystyle M\!a} < 3. Els efectes de compressibilitat són importants per als avions supersònics i les ones de xoc (ona de Mach) són generades per la superfície de l'objecte. Per a altes velocitats supersòniques, 3 < {\displaystyle M\!a} < 5, l'escalfament aerodinàmic també esdevé molt important per al disseny d'avions. Un tret fonamental del flux supersònic és que, com que la velocitat local del flux és superior a la velocitat del so, les pertorbacions originades en un punt determinat del camp no poden propagar-se en direcció aigües amunt (a diferència del que ocorre en fluxos subsònics). Aquesta propietat és una de les diferències físiques més significatives entre els fluxos subsònics i supersònics i constitueix la raó fonamental per la qual es generen ones de xoc en fluxos supersònics però no en fluxos subsònics estacionaris.

### Flux hipersònic
Per a velocitats superiors a cinc vegades la velocitat del so, {\displaystyle M\!a} > 5, es diu que el flux és hipersònic. A aquestes velocitats, una part de l'energia de l'objecte passa ara a excitar els enllaços químics que mantenen unides les molècules de nitrogen i oxigen de l'aire i es dissocien, alterant la naturalesa del gas. A velocitats hipersòniques, s'ha de tenir en compte la química de l'aire a l'hora de determinar les forces sobre l'objecte. El transbordador espacial entrava a l'atmosfera a altes velocitats hipersòniques, {\displaystyle M\!a} ~ 25 i el vehicle de retorn lunar Apol·lo a {\displaystyle M\!a} ~ 36. En aquestes condicions, l'aire escalfat es converteix en un plasma ionitzat de gas i les naus espacials que retornen a la superfície de la Terra s'ha d'aïllar de les altes temperatures.

## Fluxos unidimensionals

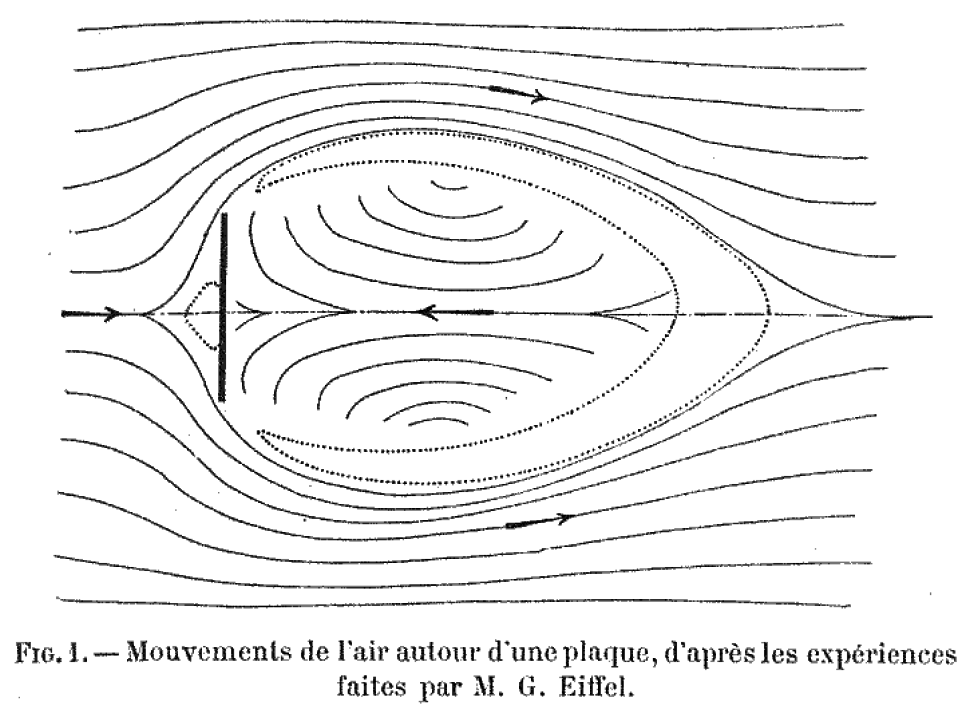
Dibuix d'un estudi de línies de corrent realitzat per Gustav Eiffel al voltant d'un obstacle quan dissenyava la torre Eiffel.

Es diu que un flux és unidimensional quan les propietats del fluid només depenen d’una única coordenada cartesiana. Un flux es considera compressible quan hi ha una variació significativa de la densitat de massa al llarg d’una determinada línia de corrent. En termes generals, el flux compressible és molt més comú en gasos que en líquids. La dinàmica de gasos subsònics (és a dir, aquella en què la velocitat característica del flux és molt inferior a la velocitat de propagació de les ones sonores dins del gas) és essencialment incompressible i està governada per les mateixes equacions que regeixen el flux incompressible de líquids. En canvi, la dinàmica de gasos sònica (on la velocitat característica del flux és comparable amb la velocitat del so) presenta diferències significatives respecte a la dinàmica subsònica.

### Fluid isentròpic
Per a un flux comprensible que experimenta un procés isentròpic (sense xocs ni pèrdues de calor), les relacions entre la temperatura, la pressió i la densitat i la velocitat del flux s’expressen en termes del nombre de Mach {\displaystyle M\!a} com:
{\displaystyle {\frac {T}{T_{0}}}=\left[1+{\Biggl (}{\frac {\gamma -1}{2}}{\Biggr )}M\!a^{2}\right]^{-1}}{\displaystyle {\frac {p}{p_{0}}}=\left[1+{\Biggl (}{\frac {\gamma -1}{2}}{\Biggr )}M\!a^{2}\right]^{-\gamma /(\gamma -1)}}{\displaystyle {\frac {\rho }{\rho _{0}}}=\left[1+{\Biggl (}{\frac {\gamma -1}{2}}{\Biggr )}M\!a^{2}\right]^{-1/(\gamma -1)}}
on:
- {\displaystyle T_{0}}, {\displaystyle p_{0}} i {\displaystyle \rho _{0}} són, respectivament, la temperatura, la pressió i la densitat del gas en condicions de referència (generalment en repòs).
- {\displaystyle T}, {\displaystyle p} i {\displaystyle \rho } són, respectivament, la temperatura, la pressió i la densitat del gas al final del procés.
- {\displaystyle \gamma =C_{p}/C_{v}} és la relació entre les capacitats calorífiques a pressió constant i a volum constant del gas.[6]

### Valors de temperatura, pressió i densitat després d'un xoc

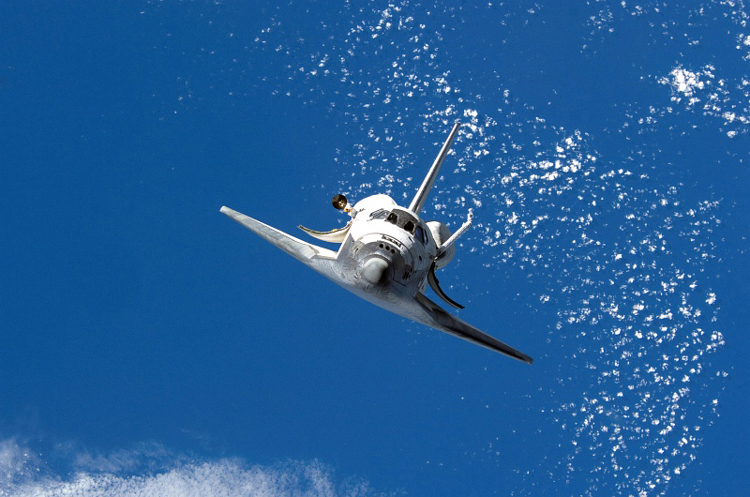
Transbordador espacial Discovery en òrbita a la Terra.

Si un flux gasós supersònic es troba amb una ona de xoc perpendicular a la direcció del moviment, aquest xoc provoca canvis bruscs en les propietats del gas, com la velocitat, la pressió, la densitat i la temperatura. Aquesta situació es troba en diversos contextos de la dinàmica de gasos, com per exemple: en l'entrada d'aire d'un motor de reacció, on un flux supersònic ha de ser frenat per ser processat pel compressor; a les ones de xoc en l'atmosfera, per exemple, en el reingrés d'una nau espacial; en les toveres, quan el flux es torna supersònic i després experimenta un xoc normal per adaptar-se a les condicions ambientals; i en astrofísica en xocs en ones d'expansió estel·lars i supernoves.

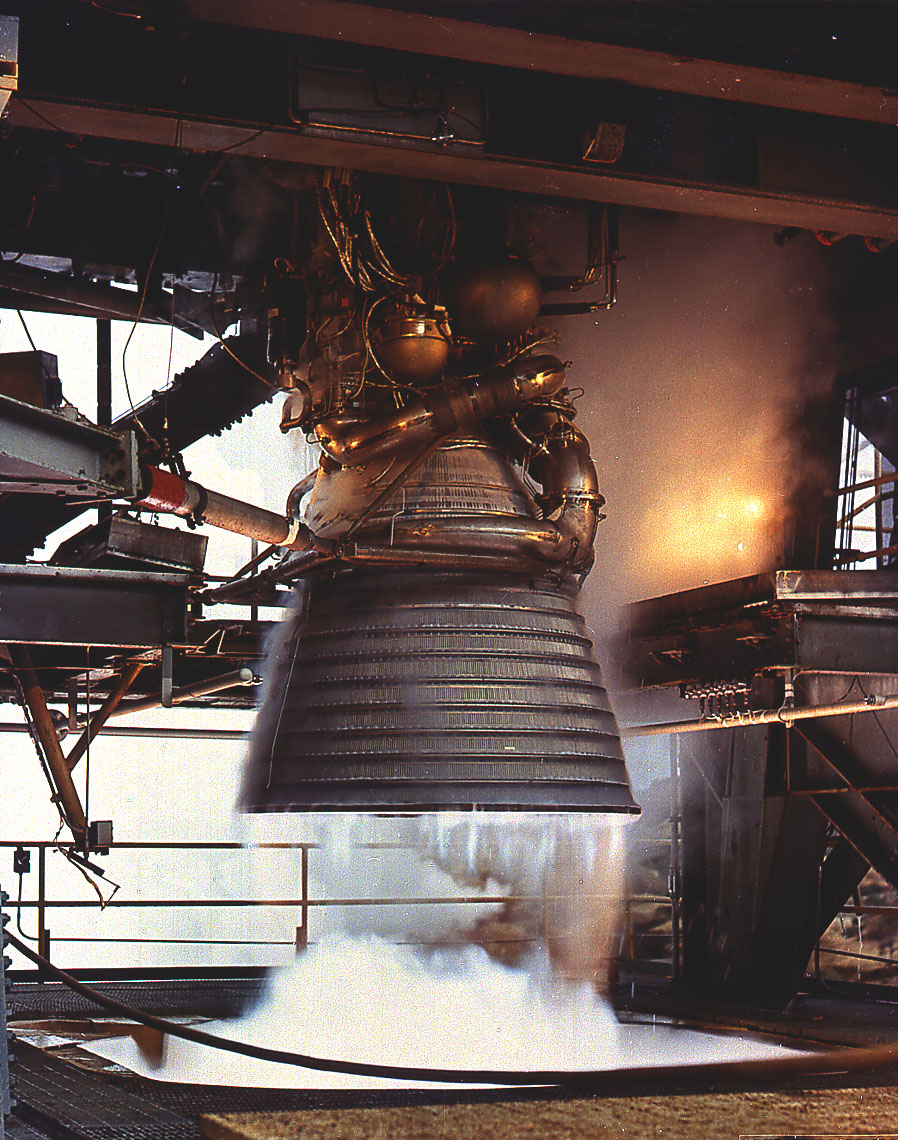
Tovera del programa Apol·lo en un banc de proves.

Quan el gas canvia de règim supersònic a subsònic de manera brusca, segueix les equacions de Rankine-Hugoniot que depenen del nombre de Mach:
{\displaystyle {\frac {p_{2}}{p_{1}}}={\frac {2\gamma M\!a_{1}^{2}-(\gamma -1)}{\gamma +1}}}{\displaystyle {\frac {\rho _{2}}{\rho _{1}}}={\frac {v_{1}}{v_{2}}}={\frac {(\gamma +1)M\!a_{1}^{2}}{(\gamma -1)M\!a_{1}^{2}+2}}}{\displaystyle {\frac {T_{2}}{T_{1}}}={\frac {(2\gamma M\!a_{1}^{2}-(\gamma -1))((\gamma -1)M\!a_{1}^{2}+2)}{(\gamma +1)^{2}M\!a_{1}^{2}}}}{\displaystyle M\!a_{2}={\sqrt {\frac {2+(\gamma -1)M\!a_{1}^{2}}{2\gamma M\!a_{1}^{2}-(\gamma -1)}}}}
on:
- {\displaystyle T_{1}}, {\displaystyle p_{1}}, {\displaystyle v_{1}} i {\displaystyle \rho _{1}} són, respectivament, la temperatura, la pressió, la velocitat i la densitat del gas abans del xoc.
- {\displaystyle T_{2}}, {\displaystyle p_{2}}, {\displaystyle v_{2}} i {\displaystyle \rho _{2}} són, respectivament, la temperatura, la pressió, la velocitat i la densitat del gas després del xoc.
- {\displaystyle \gamma =C_{p}/C_{v}} és la relació entre les capacitats calorífiques a pressió constant i a volum constant del gas.[7]
- {\displaystyle M\!a_{1}} és el nombre de Mach abans del xoc i {\displaystyle M\!a_{2}} el de després.[8][9]